# Anton Majnik
Anton Majnik (tudi Tone Majnik), slovenski učitelj, član organizacije TIGR, * 25. april 1905, Volče, Tolmin, † 21. november 1943, Ribnica.
Rodil se je v kmečki družini. Osnovno šolo je obiskoval v rojstnem kraju, učiteljišče v Tolminu in leta 1925 v Vidmu opravil maturo. V Volčah je s sestrami in bratom je sodeloval v prosvetnem društvu in tamburaškem orkestru. Zaradi svoje narodne pripadnosti v fašistični Italiji ni dobil učiteljskega mest, razen redkih nadomeščanj med bolniškimi dopusti italijanskih učiteljev. Z Albertom Rejcem in Zorkom Jelinčičem je bil soorganizator ilegalne protifašistične organizacije TIGR.